# Vasyl Poraiko
Vasily Ivanovic Porayko (en ukrainien : Василь Іванович Порайко ; né le 12 octobre 1888, à Ustea, maintenant Raïon de Kolomya, Oblast d'Ivano-Frankivsk, Ukraine - mort le 25 octobre 1937) est un homme d'État et avocat soviétique ukrainien.

## Biographie
Il étudie à l'Université nationale de Tchernivtsi et à l'Université de Lviv, obtenant son diplôme en 1914. Au début de la Première Guerre mondiale, il est recruté dans l'armée de terre austro-hongroise, mais est capturé par les Russes en 1915. Il soutient la Révolution d'Octobre de 1917 et en 1919 est envoyé en Ukraine, où il participe à la fondation de la République socialiste soviétique d'Ukraine, devenant deuxième procureur général de 1927 à 1930 et commissaire du peuple à la justice.
Il est arrêté par le NKVD et accusé de participation à « l'organisation bourgeoise-nationaliste anti-soviétique des anciens borotbistes » et à l'organisation militaire ukrainienne. Il est abattu en octobre 1937 et réhabilité à titre posthume en 1957.